# Hausen ob Urspring
Hausen ist ein Stadtteil von Schelklingen im Alb-Donau-Kreis, etwa 20 km westlich von Ulm.
Neben Hausen o.U. ist der Begriff Hausen bei Schelklingen in letzter Zeit häufiger zu hören.

## Geographie
Hausen liegt auf der Hochfläche der Schwäbischen Alb auf 720 Metern über Normalnull (NN).

## Geschichte
Das Dorf Hausen wurde erstmals 1260 als Husin supra monte ultra Shaelclingin urkundlich erwähnt. Der Ort ist aber älter und dürfte in der älteren Ausbauzeit angelegt worden sein. Neben Hausen sollen auf der Dorfmarkung ehemals auch die beiden Wüstungen Dußhälden und Preilstetten gelegen haben.
Hausen o.U. hatte im Mittelalter keinen eigenen Ortsadel. Die Bauernhöfe waren in Besitz vieler unterschiedlicher Grundherren. Bis Mitte des 14. Jahrhunderts gelang es dem Kloster Urspring aber, alle Höfe bis auf einen einzigen, welcher den Grafen von Württemberg gehörte, zu erwerben. Hausen o.U. wurde daher zentraler Bestandteil der Klosterherrschaft Urspring.
Hausen liegt nicht direkt an der Verbindungsstraße von Schelklingen nach Justingen, der heutigen Landesstraße 240, sondern ist nördlich in einer Geländemulde, welche nach Norden abfällt, angelegt. Die ursprüngliche Form ist daher die eines kreisförmigen Haufendorfs. Die Höfe stehen innerhalb des Kreises und werden durch eine kreisrunde Straße erschlossen. Später wurden auch Höfe außerhalb dieses Kreises angelegt, unter Verlängerung der Zugangsstraßen und Feldwege.
Innerhalb der ältesten kreisförmigen Struktur steht die Pfarrkirche St. Georg, welche von einer Mauer umgeben war (Flurkarte ca. 1820), innerhalb welcher sich der Friedhof befand. Auf die Kirchhofmauer im Süden wurde das alte Mesner- und Schulhaus gesetzt. Das Pfarrhaus samt dahinterliegender Pfarrscheuer befindet sich direkt nördlich der Pfarrkirche.
Die ehemalige Dorfhüle befand sich in einer Mulde, in welcher sich das Regenwasser sammeln konnte, an der Ecke Ringstraße/Langengasse. Diese wurde 1892/93 aufgefüllt und mit einem neuen Schulhaus in Backsteinbauweise überbaut.
Zu einem Dorf gehörte früher auch ein Backhaus, ein Armenhaus und insbesondere auch eine Dorfschmiede. Bis auf das Gemeindebackhaus sind diese Einrichtungen nicht mehr vorhanden.

### Religionen
In Hausen gibt es seit dem Hochmittelalter eine römisch-katholische Kirchengemeinde. Die Pfarrkirche wurde erstmals 1260 bei der Ersterwähnung der Gemeinde Hausen o.U. urkundlich genannt: in diesem Jahr verkaufte Hermann, Abt des Klosters Blaubeuren, den Ort Hausen o.U. samt dem Patronatsrecht an das Kloster Urspring. Der Liber Decimationis vom Jahre 1275 nennt Hausen o.U. als alte, für sich bestehende Pfarrei. Das Patrozinium der Pfarrkirche lautet auf St. Georg.

#### Pfarrer
(Quelle:)
- 1265 Konrad, Rektor der Kirche in Hausen ist Zeuge einer Urkunde
- 1275 Heinrich von Steißlingen, Kanonikus in Speyer
- 1340 Hermann, Kirchherr in Hausen
- 1359 Heinrich, Kirchherr
- 1394 Konrad Luisner, resigniert
- 1394 Konrad Biberach, sonst Lüsner von Ehingen a. D.
- 1436 Dietrich Arnegger, resigniert
- 1436 Stefanus Wild von Ehingen a. D.
- 1437 Kaspar Jopp, Priester
- 1488 Johann Stoll, Kirchherr
- 1490–1497 Ulrich Truchsäß, Pleban
- bis 1567 Blasius Schitzer, magister artius
- 1574 Alexius Haid
- 1575 Christoph Martini, von Riedlingen
- 1622 Jakob Betz
- 1633 Johann Klob
- 1654 Johann Heinrich von Sorin
- 1673 Adam Dannenmayer
- 1679 Matthäus Rottler, Magister
- 1688–1707 Matthäus Bloching
- 1707–1745 Josef Anton Hartmann von Ichenhausen, Deputat (* 1678)
- 1749 Franz Karg von Unterdischingen (* 1719)
- 1758 Johann Michael Heimhofer
- 1761 Josef Anton Luib von Schelklingen, Kamerer (* 1721)
- 1772 Wilhelm Manz von Ehingen a. D. (* 1737)
- 1788–1802 Philipp Glöggler von Einsingen (* 1751, † 1867)
- 1802–1809 Johann Evangelist Schußmann (Schuestmann) (* 1742, † Hausen o.U. 24. Oktober 1812). Schußmann war von 1768 bis vor 1774 Kaplan der Steinschen Kaplanei im Kloster Urspring; und von 1772 bis 1802 Kaplan der Wernauschen Kaplanei im Kloster Urspring; er wurde nach der Aufhebung der Wernauschen Kaplanei 1802 Pfarrer in Hausen o.U.
- von 1809 bis 1813 wurde die Pfarrei von mehreren Pfarrverwesern, vornehmlich Geistliche der Nachbarorte, versehen
- Jan. 1813–Mai 1820 Josef Dannhäuser von Rastatt, Schulinspektor, Dekan (* 1775, † 1831)
- von 1820 bis 1826 wurde die Pfarrei von mehreren Pfarrverwesern, vornehmlich Geistliche der Nachbarorte, versehen
- Nov. 1826–Jan. 1831 Andreas Ehinger von Ochsenhausen (* 1762, † 1834)
- von 1831 bis 1835 wurde die Pfarrei von mehreren Pfarrverwesern, vornehmlich Geistliche der Nachbarorte, versehen
- Nov. 1835–März 1847 Johann Baptist Mattes von Dürbheim (* 1777, † 1852)
- von 1847 bis 1865 wurde die Pfarrei von mehreren Pfarrverwesern, vornehmlich Geistliche der Nachbarorte, versehen
- März 1865–1877 Josef Heuberger von Wachbach (* 1822, † 1894)
- 1878–1902 Karl Schray von Ellwangen, Vorstand des St. Konradihauses in Schelklingen (* 1828, † 1905)
- 1903–1919 Karl Leicht von Ehingen a. D. (* 1861, † 1945)
- 1919–1929 Joseph Zeller von Ellwangen (* 1878, † 1929)
- 1929–1943 Leopold Honer von Spaichingen (* 1874, im Ruhestand 1943)
- 1943 Franz Stark von Geislingen (Aalen) (* 1905)

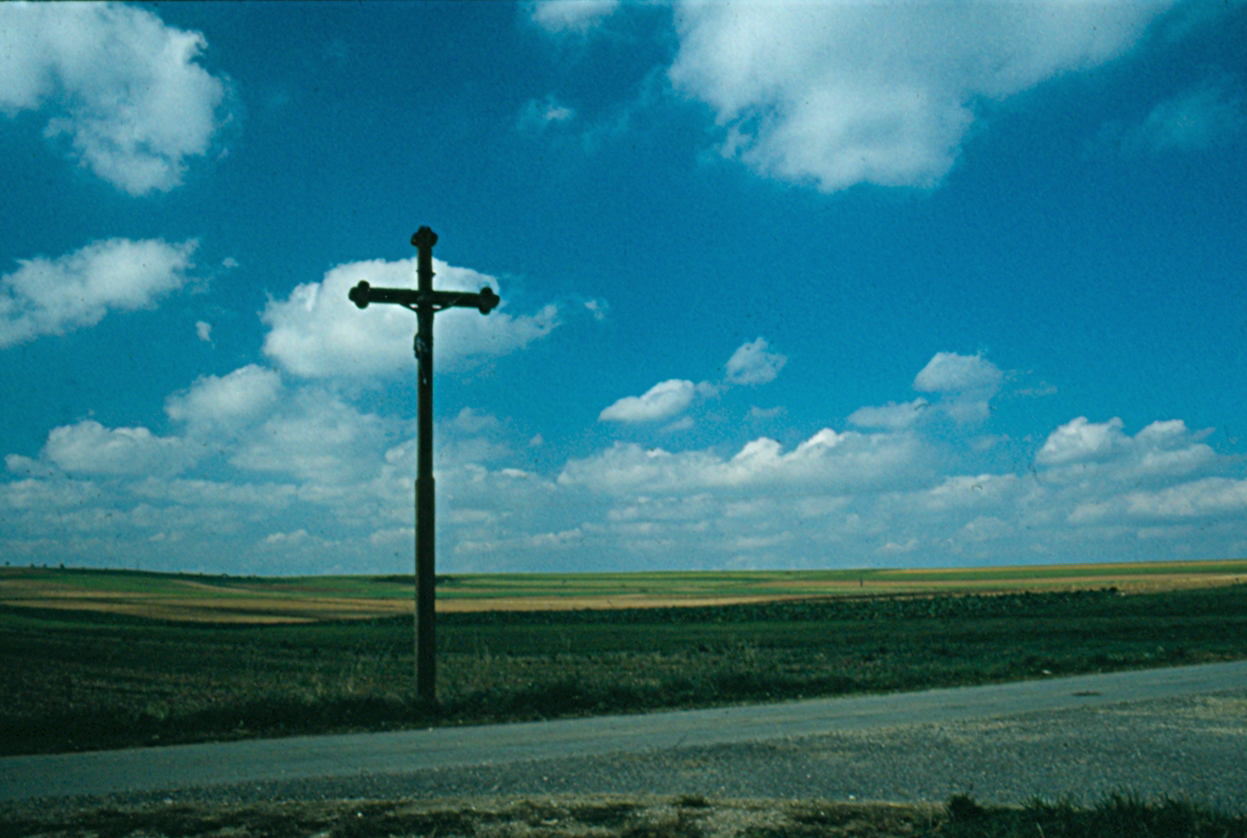
Feldkreuz bei Hausen ob Urspring in den 1980er Jahren.

### Eingemeindungen
Die Gemeinde Hausen o.U. war bis 1806 gleichzeitig Teil der Herrschaft Schelklingen (Oberhoheit und Gerichtsbarkeit) und der Klosterherrschaft Urspring. Von 1806 bis 1811 Teil des neuen Oberamts Urspring, kam es anschließend zum Oberamt Blaubeuren. Bei der Kreisreform 1938 wurde die Gemeinde dem Landkreis Ehingen zugeordnet. Seit der Gemeindereform im Jahr 1972 ist Hausen ein Teil der Stadt Schelklingen.

### Ortsteile
Der Hof Muschenwang wurde am 18. Juli 1832 als Filiale der Pfarrei Hausen o.U. zugeteilt. 1834 wurde der Hof endgültig von der Gemeinde Schmiechen gelöst und der Gemeinde Hausen o.U. zugeschlagen.

## Politik

### Klosterschultheißen
- 1554 Balthas Zagst
- 1589 Girt Schneider
- 1599 u. noch 1627 Matthäus Schall
- 1628 u. noch 1634 Balthas Keller
- 1639 Sebastian (Besty) Knör, Altschultheiß
- 1654 Felix Summer (wiederernannt)
- 1664, 1670, 1683 Peter Heß
- 1684 u. noch 1691 Karl Keller
- 1700 Balthasar Böhler, Schultheiß u. Holzwart
- 1707 Sebastian Kneer
- 12. Sept. 1708 u. noch 13. März 1711 Matheus Zagst
- 6. Aug. 1711, 1719, 1723 Sebastian Kneer
- 1742–1750 Georg Klöble
- 1750 u. noch 1757 (bis 1766?) Joseph Kneer
- 1766 Joseph Sommer
- 1786/87 Matheis Locher
- 1802–1817 Andreas Kneer († 1821)

### Württembergische Schultheißen seit 1806
- 1802–1817 Andreas Kneer († 1821)
- April 1820 bis April 1824 Erasmus Baumeister, erste Amtsperiode (* 27. Mai 1787, † 11. Juli 1857)
- Mai 1826 Josef Glökler († 1865)
- 1828 Martin Kneer (* 28. Oktober 1792, † 28. Juni 1859)
- 1829–1836 Erasmus Baumeister, zweite Amtsperiode (* 27. Mai 1787, † 11. Juli 1857)
- 11. März 1836–1853 Johann Georg Vopper († 1862)
- 1853–1867 Kaspar Rommel († 1900)
- 1867–1886 Andreas Glökler († 1903)
- 1886 bis zu seinem Tode 1903 Hubert Baumann (* 30. Oktober 1831, † 1903)
- 1903–25. März 1928 Benedikt Schmuker

### Bürgermeister seit 1928
- 25. März 1928–16. November 1946 Johannes Renz
- 16. November 1946–Dez. 1964 Johannes Kneer
- 20. Dezember 1964–1. März 1972 Josef Mack

### Ortsvorsteher seit 1972
- 1. März 1972–1975 Josef Mack
- 1975–Dez. 2002 Josef Albrecht
- Dez. 2002–2016 Michael Vogelaar
- 2016 Jürgen Glökler

Der Ortsvorsteher wird von der Stadt Schelklingen auf Vorschlag des Ortschaftsrates ernannt. Derzeit ist Jürgen Glökler Ortsvorsteher. Seine Stellvertreter sind Brigitte Nemeth und Ingo Kramer.

### Ortschaftsrat
Bei der Kommunalwahl am 13. Juni 2004 wurden sieben Mitglieder gewählt.

## Wirtschaft und Infrastruktur

### Verkehr
Hausen ist über die Landesstraße 240 (Schelklingen – Münsingen) an das Straßennetz angebunden.

### Bildung
Die Hausener Schüler gehen in die Heinrich-Kaim-Schule nach Schelklingen, nachdem die hiesige Schule 1970 geschlossen wurde. Es gibt aber einen städtischen Kindergarten mit einem Platzangebot für max. 1½ Gruppen.

### Museen
- Ein kleines Heimatmuseum ist entstanden.

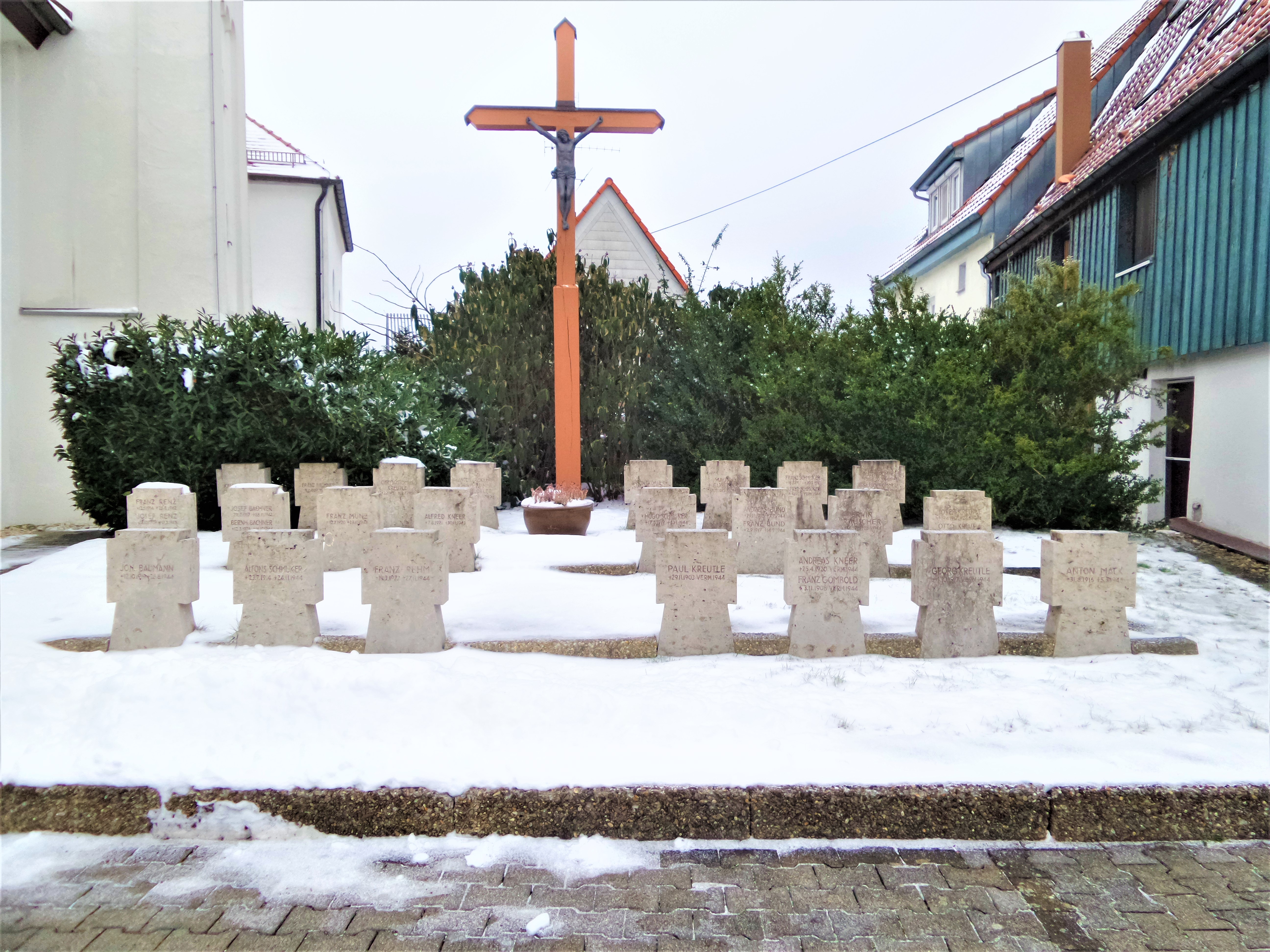
Denkmal für die Gefallenen der Weltkriege in Hausen ob Urspring, ehemaliger Friedhof bei der Pfarrkirche, 2023

### Bauwerke
- Pfarrkirche St. Georg: Langhaus und Kirchturm sind mittelalterlich, das Querhaus und der Polygonalchor wurden 1904 angebaut.
- Das Sühnekreuz an der Hausener Steige aus dem Jahre 1574[3].

### Gastronomie
Bis in das 18. Jahrhundert hinein gab es in Hausen keine Gaststätte, weil der Schelklinger Magistrat und die vier Wirte in Schelklingen eine Konkurrenz in Hausen verhindern wollten. 1707/08 unterband der Magistrat die Eröffnung einer Gastwirtschaft in Hausen; 1749 wurde allerdings eine Schenke zugelassen, unter der Auflage, die Getränke in Schelklingen einzukaufen. Jedenfalls bestand 1790, oder nach Ansicht Ursprings bereits 1776, eine Gaststätte in Hausen, welche im Volksmund Prutschwirtschaft genannt wurde –  das heutige Rößle.  Der erste Prutschwirt Johann Michael Schmuker war von Magolsheim nach Hausen gekommen. Das „Rößle“ befindet sich noch heute im Besitz der Familie Schmuker; sie ist die einzige Wirtschaft in Hausen, die noch regelmäßig betrieben wird.
Eine weitere Wirtschaft, der Hirsch im Unterdorf, wurde 1829 eröffnet; dieser war aber eine reine Schenkwirtschaft ohne Beköstigung und Übernachtungsmöglichkeit.
Im Jahr 1893 eröffnete Erasmus Baumeister die Wirtschaft zur Sonne, nachdem er zuvor den Hirsch erworben und stillgelegt, und die Wirtschaftsgerechtigkeit in seinen Bauernhof verlegt hatte. Die Sonne ist noch in Familienbesitz, wird aber nur noch für besondere Anlässe geöffnet.
Kurzfristig bestanden in Hausen eine Wirtschaft zur frohen Aussicht (vor 1928) und die Gaststätte Alpenblick (von 1965–1987).

## Persönlichkeiten

### Ehrenbürger
- Hermann (von) Ehmann[5] (* 10. Juni 1844 in Möckmühl, † 7. Dezember 1905), jüngerer Vetter von Karl Ehmann: Ehrenbürger von Hausen o.U., Ingstetten und Justingen wegen seiner Verdienste um die Einführung der Albwasserversorgung

### Söhne und Töchter der Gemeinde
Die folgende Übersicht enthält bedeutende, in Hausen o.U. geborene Persönlichkeiten, aufgelistet nach dem Geburtsjahr. Für die Nennung ist es unerheblich, ob die Personen ihren späteren Wirkungskreis in Hausen o.U. hatten oder nicht.
- Genovefa Glökler (auch Glöckler) (* 2. Januar 1824, † Kloster Heiligenbronn 7.1.1864), Nonne im Kloster Heiligenbronn unter dem Klosternamen „Maria Elisabeth“, Generaloberin des Klosters 1858–1864, Schwester der Rosalia
- Rosalia Glökler (auch Glöckler) (* 11. September 1829, † Kloster Heiligenbronn Mai 1890), Nonne im Kloster Heiligenbronn unter dem Klosternamen „Maria Franziska“, Generaloberin des Klosters 1864–1890, Schwester der Genovefa
- Johann Georg Schmuker (* 23. April 1853, † 20. März 1935), studierte von 1873–1877 katholische Theologie in Tübingen als Konviktuale im Wilhelmsstift, 1888–1898 katholischer Pfarrer in Altheim bei Allmendingen, 1898–1906 in Langenargen, 1906–1910 in Ahlen (Dekanat Biberach) und 1910–1929 in Zwiefaltendorf
- Anton Glökler (auch Glöckler) (* 12. Juni 1863; † 21. März 1926), studierte von 1882–1885 katholische Theologie in Tübingen; katholischer Pfarrer in Pfronstetten 1895–1905, in Westerheim 1905–1913 und in Illerrieden 1912–1921
- Martin Hildenbrand (* 24. Oktober 1866; † nach 1948), studierte von 1885–1889 katholische Theologie in Tübingen als Konviktuale im Wilhelmsstift, 1893–1898 Stadtpfarrer in Waldenburg (Dekanat Schwäbisch Hall), 1898–1948 – 50 Jahre – Pfarrer in Altheim bei Allmendingen
- Alphons Glökler (auch Glöckler) (* 10. August 1886; † Altsteußlingen 12. Juni 1946), studierte von 1905–1909 katholische Theologie in Tübingen als Konviktuale im Wilhelmsstift, Pfarrer in Altsteußlingen von 1923–1946
- Hans Rommel (* 4. Januar 1890; † Freudenstadt 24. Mai 1979), Altphilologe, Oberstudienrat, Stadtarchivar und Archivpfleger in Freudenstadt
- Wendelin Mack (* 7. Oktober 1908; † Freudenstadt 11. August 1998), studierte in Tübingen und Berlin Germanistik und moderne Philologie (Englisch, Französisch), Dr. phil., Oberstudienrat in Freudenstadt und Rektor des Kreisgymnasiums Riedlingen
- Ottmar Schilling (* Muschenwang 26. August 1930, † Oktober 2015), Forstdirektor in Rottenburg a.N., seine Autobiographie: Muschenwang, mein Muschenwang: Das Leben einer Försterfamilie in Muschenwang von 1927 bis 1942 – Erinnerungen eines Zeitzeugen. 4. Aufl. Druck: DDD, Aalen, 2016, beschreibt seine Kindheit und Jugend auf Hof Muschenwang und zugleich die Hofanlage; sein Vater Joseph Schilling war 1927–1941 Förster in Muschenwang

### Am Ort wirkende Persönlichkeiten
- Joseph Zeller (* Ellwangen an der Jagst 19. März 1878, † Stuttgart 13. August 1929): Dr. phil., katholischer Pfarrer in Ringingen (Alb-Donau-Kreis) 1910–1919 und zuletzt in Hausen ob Urspring 1919–1929; Erforscher der schwäbischen Heimat- und Kirchen- sowie der mittelalterlichen Kloster- und Ordensgeschichte[6]. Sein Nachlass im Hauptstaatsarchiv Stuttgart Bestand J 40/5[7]